# Simon Ludwig (Lippe)
Simon Ludwig zur Lippe (* 14. März 1610 in Brake; † 8. August 1636 in Detmold) war Graf zu Lippe.

## Leben
Er war der zweitälteste Sohn des Grafen Simon VII. zur Lippe und dessen erster Frau Anna Katharina von Nassau-Wiesbaden. Simon Ludwig hatte sechs Brüder, vier Schwestern, zwei Halbbrüder und eine Halbschwester.
Als sein Vater 1627 starb, war Simon Ludwig noch nicht mündig, und als Vormund wurde sein Stiefgroßvater Graf Christian von Waldeck (1585–1637) bestimmt. Seine Onkel, Graf Otto zur Lippe-Brake aufgrund des gespannten Verhältnisses zwischen Detmold und Brake und Graf Johann Ludwig von Nassau-Hadamar wegen seiner katholischen Konfession, standen nicht zur Verfügung.
1627 trat der junge Graf die standesübliche Kavalierstour an, die ihn nach Prag, Frankreich, England und in die Niederlande führte. Nach seiner Rückkehr 1631 wurde die vorzeitige Volljährigkeitserklärung beim Kaiser Ferdinand II. beantragt.
Unter den Einfluss seines Kanzlers Christoph Deichmann gab Simon Ludwig allmählich die vorsichtige neutrale Politik seines verstorbenen Vaters auf und näherte sich Schweden an. Das brachte ihn in Misskredit bei den Kaiserlichen. Aber auch von der Gegenpartei blieb die Grafschaft Lippe nicht verschont; die Schweden verlangten Proviantlieferungen wie die Kaiserlichen Kontributionen. Die gräfliche Familie bekam die Härte der Kriegslasten noch deutlicher und direkter zu spüren als nur durch unbequeme dienstliche Verpflichtungen, so wurden 1634 die Burg Schwalenberg und 1636 Schloss Varenholz überfallen und geplündert.
Unter dem Gesellschaftsnamen Der Durchsuchende wurde er als Mitglied in die Fruchtbringende Gesellschaft aufgenommen.
Im Alter von 26 Jahren starb Graf Simon Ludwig am 8. August 1636 in Detmold an den Pocken.

## Nachkommen
Am 19. Juni 1631 heiratete Simon Ludwig die Gräfin Katharina von Waldeck-Wildungen (1612–1649), eine Tochter von Simon Ludwigs Vormund, dem Grafen Christian von Waldeck, und gleichzeitig eine jüngere Schwester seiner Stiefmutter Maria Magdalena (1606–1671). Mit ihr hatte er drei Kinder:
- Simon Philipp zu Lippe (1632–1650), unverheiratet
- Hermann Otto (1633–1646)
- Ludwig Christian (1636–1646)